# Luboš Urban
Luboš Urban (* 19. listopadu 1957, Jihlava) je bývalý český fotbalista, záložník a fotbalový trenér.

## Fotbalová kariéra
S fotbalem začínal v klubu Spartak Jihlava. Jako ani ne osmnáctiletý zamířil do Prahy do druholigového týmu DP Xaverov Horní Počernice. Přes LIAZ Jablonec přišel do Dukly Praha, kde odehrál za šest sezón 90 ligových utkání a dal 18 gólů. Další sezónu hrál za Škodu Plzeň a potom jeden rok za DP Xaverov Horní Počernice.

## Trenérská kariéra
Čtyři roky působil ve francouzském US Ivry jako hrající trenér. Jako trenér postoupil do druhé ligy se Spolanou Neratovice. S týmem Bohemians Praha, bývalým FC Střížkov se mu podařilo postoupit do druhé ligy a později i do první ligy, kde se tým pod jeho vedením jako nováček s přehledem zachránil. V létě 2012 jej Ivan Horník přivedl jako nového trenéra FC Chomutov. 

V roce 2014 byl uveden jako člen realizačního týmu–trenér Dynama České Budějovice. Dne 1. března 2015 na lavičce Dynama skončil. Poté působil dva roky jako trenér týmu FK Zbuzany 1953 a následně dva roky jako trenér TJ Sokol Libiš. Chvíli trenérsky vypomáhal i v FK Dukla Praha.